# Фаталов Міка Григорович
Фаталов Міка Григорович (за паспортом Михайло, при народженні прізвище Тосунян, нар. 31 березня 1983, Баку) — актор, шоумен, ведучий, концертний директор студії «Квартал 95».

## Біографія
Міка Тосунян (Фаталов) народився 31 березня 1983 році в Баку. У 1989 році сім'я переїхала до України, де батьки розлучилися. Мати — Алла Сумбатовна Фаталова (нар. 27 грудня 1958) записала сина на своє прізвище, має брата Сергія (нар. 31 серпня 1986).
Зі шкільних років Міка брав участь у творчих вечорах, конкурсах, театральних постановках. У студентські роки захопився КВК та футболом. У складі команди «Авангард Антрацит» в 1999 році став Чемпіоном Луганської області з футболу.
До появи на великій сцені і в телевізійному ефірі актор освоїв багато суміжних професій, він не тільки виступає в основному акторському складі «Вечірнього Кварталу», а й займається адміністративною роботою. Дипломований актор і режисер, який закінчив Луганський коледж культури і мистецтв та Луганський державний інститут культури і мистецтв, свою кар'єру Міка також починав у «КВК». Разом зі своїм однокурсником Євгеном Кошовим він активно грав в «КВК». У складі команд «ВаБанк», «Кого покликати» неодноразово ставав чемпіоном в різних першостях «Клубу веселих і кмітливих». Кілька разів брав участь в фестивалях «КВК» у Сочі.
У 2004 році Міка Фаталов розпочинає співпрацю з «Кварталом 95», а в 2008 році переїздить до Києва і стає старшим менеджером, а пізніше — адміністративним директором проєкту «Вечірній Квартал». В основному акторському складі «Вечірнього Кварталу» Міка виступає з 2012 року. Його талант, яскрава східна зовнішність і дивовижна харизма підкорює мільйони глядачів. Міка активно знімається в кіно та телевізійних проєктах виробництва студії «Квартал 95» — в мюзиклі «Як козаки», в 3D-комедії «Ржевський проти Наполеона», в телепроєктах «1+1 удома» та «1+1 удома: 8 березня». Бере участь в проєктах «Пороблено в Україні», «Вечірній Київ», грає в скетчкому «Шерлоh». У популярному серіалі «Слуга народу» Міці Фаталову довелося зіграти главу СБУ — чесного і принципового борця з корупцією.

## Особисте життя
Одружений. Разом з дружиною Мілою виховує доньку Єву, від першого шлюбу дружини, та спільного сина Ліонеля (народ. 10 червня 2015)

## Фільмографія

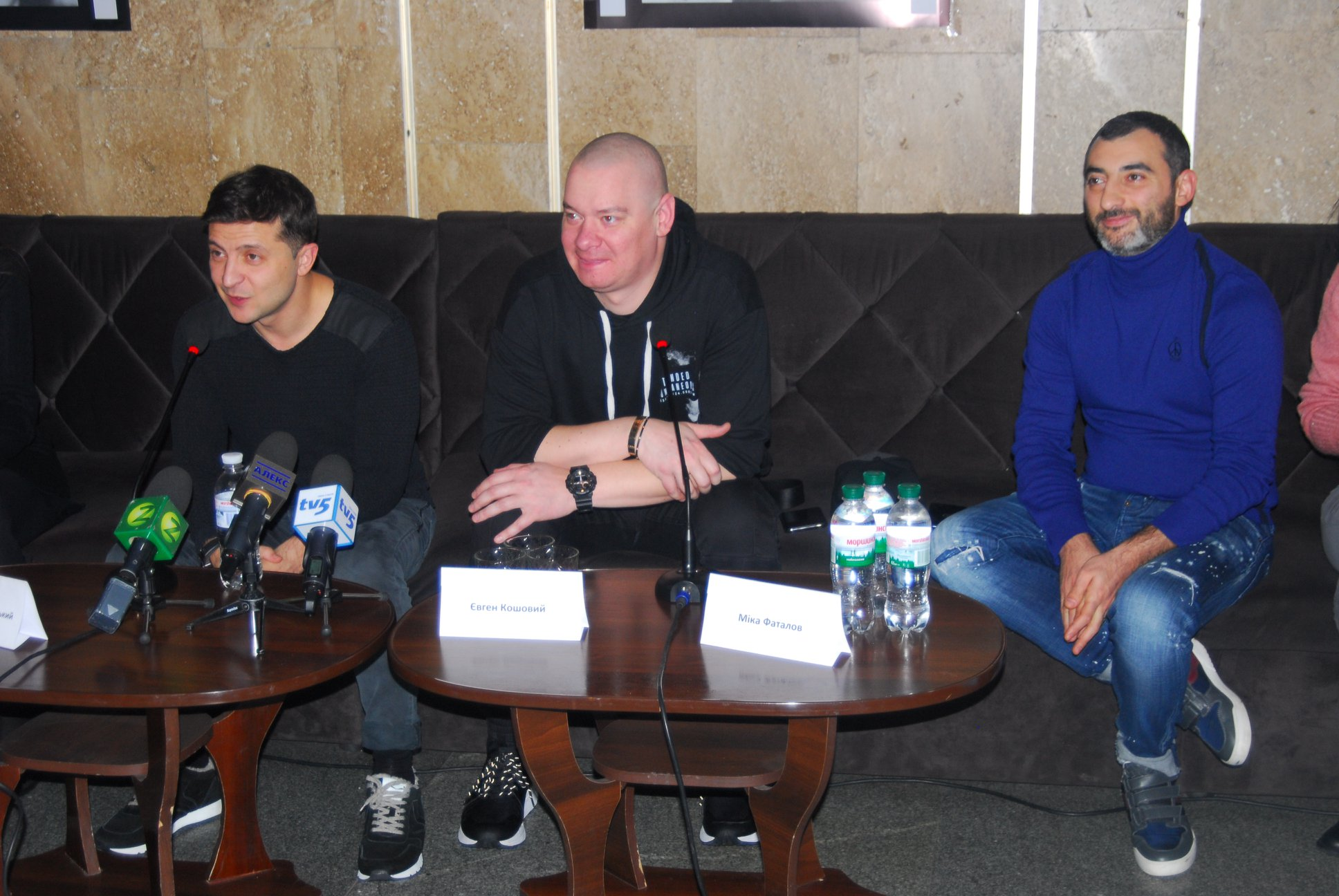
Володимир Зеленський, Євген Кошевий і Фаталов, 2018

- 2009 — Як козаки… — кавказець в корчмі
- 2012 — Ржевський проти Наполеона — кавказець
- 2013 — 1+1 удома — продавець іграшок
- 2014 — 1+1 удома: 8 березня — продавець квітів
- 2015 — Слуга народу — Міка Тасунян — голова Служби безпеки України
- 2018 — Я, ти, він, вона — таксист

## Телебачення
- Вассал Народу — Леон-кілер